# Prague Spur
Der Prague Spur ist ein rund 500 m hoher Gebirgskamm auf der Alexander-I.-Insel vor der Westküste der Antarktischen Halbinsel. Er ragt am östlichen Ende des Mozart-Piedmont-Gletschers zwischen dem Puccini Spur und den Finlandia Foothills auf.
Erste Luftaufnahmen entstanden bei der US-amerikanischen Ronne Antarctic Research Expedition (1947–1948). Diese dienten dem britischen Geographen Derek Searle vom Falkland Islands Dependencies Survey im Jahr 1960 für eine Kartierung. Das UK Antarctic Place-Names Committee benannte den Gebirgskamm 1977 in Anlehnung an die Benennung des Mozart-Piedmont-Gletschers nach der „Prager Sinfonie“ von Wolfgang Amadeus Mozart.